# Polski Hak

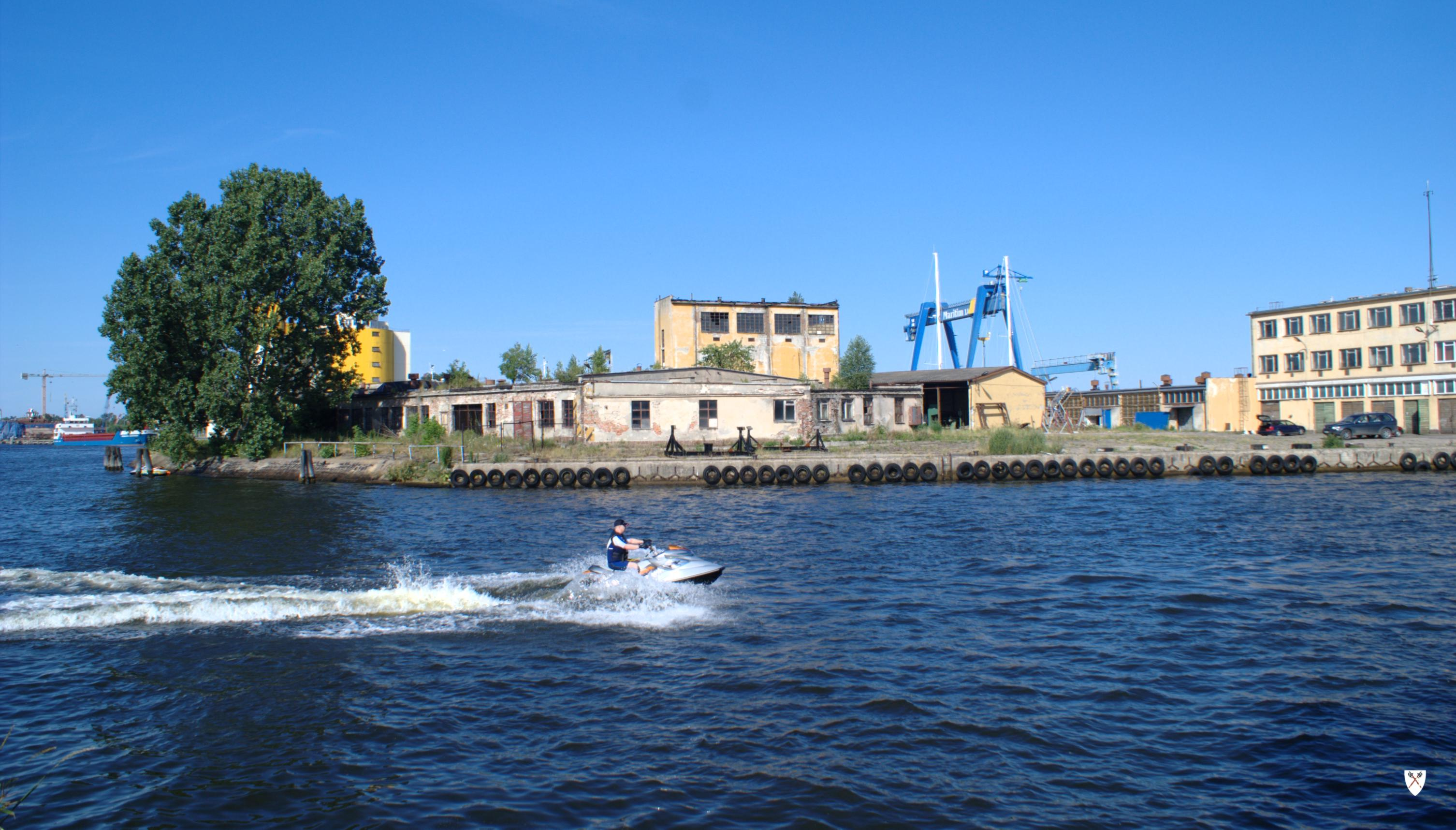
Landspitze des Polski Hak (2009)

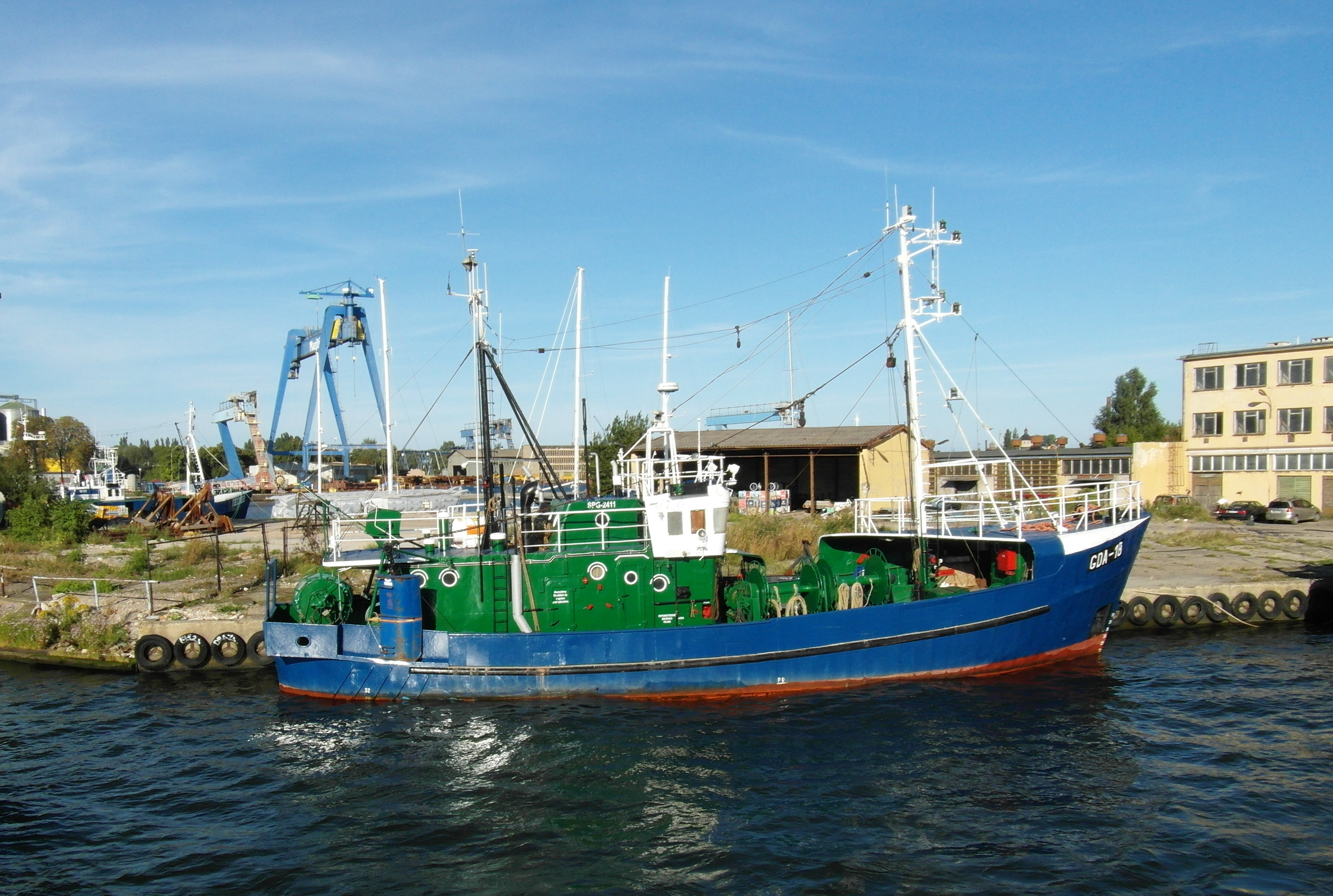
Fischkutter am Polski Hak (2013)

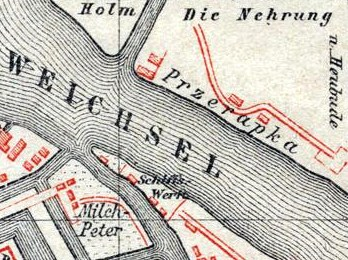
Polnischer Haken, bezeichnet mit „Schiffswerft“ (1885)

Der Polski Hak (deutsch Polnischer Haken; kaschubisch Pòlsczi Hôk) ist eine Halbinsel ohne nennenswerte Bodenerhebungen zwischen der Mündung der Motława (Mottlau) und der Martwa Wisła (Toten Weichsel). Die Industriebrache soll umgestaltet werden.

## Geschichte
Im 16. Jahrhundert befand sich auf dem Gebiet ein Wirtshaus. Im folgenden Jahrhundert wurde mit dem Bau von Befestigungsanlagen begonnen. Auf der Halbinsel wurden eine Schanze und ein Blockhaus errichtet. Der Polnische Haken markierte die Grenze zwischen dem Außenhafen an der Weichsel und dem inneren Danziger Hafen an der Mottlau. Ersterer war dem Bürgermeister unterstellt, der andere seinem Stellvertreter. Bei Einbruch der Dunkelheit wurde vom Blockhaus aus die Einfahrt in die Mottlau mit einer Kette blockiert. Nach einer Verordnung des Stadtrats vom 26. März 1618 durften die Danziger Getreidehändler am Haken ihr Stapelrecht ausüben. In der Erntezeit war er Stapelplatz für die aus Polen ankommenden Flöße.
Am 17. März 1814 wurde der Polnische Haken in das Danziger Stadtgebiet eingegliedert. An Stelle der Schanze entstand 1842 am Ende des Strohdeichs (Sienna Grobla) eine Parkanlage mit markierten Wegen und Bänken. Keier und Devrient gründeten am 1856 eine Werft, seit 1865 die Devrient-Werft, die 1871–1872 die ersten deutschen Torpedoboote herstellte. Ein weiterer Teil des Geländes wurde 1865 von J. W. Klawitter gekauft. Der Erweiterung um eine moderne Gießerei (1886–1887) und eine Fabrik für Schiffsmaschinen sowie eine Kesselschmiede (1899–1901) fiel die Parkanlage zum Opfer. Devrient wurde 1914, Klawitter 1931 geschlossen.
Zwischen 1918 und 1920 erwarb Polen einen Teil des Hakens, der 1922 unter anderem Sitz des Polnischen Rudervereins (Polski Klub Wioślarski) wurde. Nach dem Zweiten Weltkrieg wurde auf der Halbinsel Fisch verarbeitet. Der kleine Verarbeitungsbetrieb der Vorkriegszeit wurde in den 1960er Jahren zur Fischereigenossenschaft „Jedność Rybacka“ ausgebaut. Die 23 24-Meter-Kutter lieferten ihren Fang am Polski Hak an. Noch in den 2010er Jahren diente der Platz als Anleger für Fischkutter.